# Boska Wola
Boska Wola is een plaats in het Poolse district  Białobrzeski, woiwodschap Mazovië. De plaats maakt deel uit van de gemeente Stromiec en telt 270 inwoners.